# Guido Lauwaert
Guido Lauwaert (Mechelen, 30 mei 1945) is een Vlaams acteur, regisseur, auteur en organisator.

## Levensloop
Lauwaert werd geboren in Mechelen tijdens de laatste naweeën van de Tweede Wereldoorlog in een gezin met vier kinderen. Hij kwam als leerjongen in een Duffelse drukkerij in contact met literatuur. Hij werkte korte periodes bij de Belgische Zeemacht, Olivetti in Antwerpen en Standaard Uitgeverij. Daarna ging hij zelfstandig verder. Hij werkte aan culturele initiatieven als Kazuno (voorloper van Nekka) en de Nachten van de Poëzie (1973, 1975, 1980 en 1984).
Halfweg de jaren zeventig toerde hij Vlaanderen met een aantal monologen, onder andere in Lijmen (Willem Elsschot), Reis naar het einde van de nacht (Louis-Ferdinand Céline), Job & Jahew, Macbeth (William Shakespeare, i.s.m. Greta Van Langendonck en François Beukelaers) en een moderne interpretatie van Wie is er bang van Virginia Woolf (Edward Albee), onder de titel Wie is bang van Guido Lauwaert. Daarnaast was hij columnist bij verschillende kranten en tijdschriften.
Hij bleef actief werken aan culturele initiatieven, zoals Suite Flamande (een literaire tournee van Hugo Claus door Vlaanderen), Bloomsday (de integrale voorlezing in een etmaal van James Joyce' Ulysses door 24 acteurs), Villa Elsschot (de voorlezing gespreid over een week van de romans van Willem Elsschot door 11 acteurs), Schokkende Redevoeringen (de voordracht door pleiters als Luc Van den Bossche, Piet Van Eeckhaut, Eddy van Vliet, Wilfried Martens, Willy Calewaert en Hugo Weckx van beroemde pleitredes uit de wereldgeschiedenis) en Music-Hall (een tournee door Vlaanderen & Nederland met gedichten van Paul van Ostaijen op muziek gezet door Peter Vermeersch in een uitvoering van het kamerorkest Prima La Musica o.l.v. Dirk Vermeulen).
Tijdens de onvoltooide middelbare schooljaren, evolueerde hij tot organisator van allerlei literaire initiatieven. Dit telkens i.s.m. het weekblad Knack. Eenmaal de 70 benaderd trok hij zich terug uit het openbare literaire wereldje om zich toe te leggen op het schrijven van zijn memoires, waarvan het eerste deel, zijnde de eerste 40 jaar van zijn leven, uitvoerig behandeld worden. Wegens hartproblemen moest hij het rustiger aan doen. Later begon hij opnieuw met het schrijven van gedichten, die resulteerden in 2 dichtbundels. Lauwaert is een veellezer. Zijn favoriete Vlaamse schrijvers zijn Willem Elsschot en Paul van Ostaijen.

## Televisie
- Het veld van eer (1983), Hotelier
- Meester, hij begint weer! (1990), als Mr. De Bakker / Leerkracht
- Kaas (1999), Tuil
- Aspe, VTM (2004), als Psychiater Coleyn
- Witse, VRT (2006), als Dokter Stef

## Theater
1. Lijmen (Willem Elsschot)
2. Reis naar het einde van de nacht (Louis-Ferdinand Céline)
3. Macbeth (William Shakespeare)
4. Wie is bang voor G.L. (naar het toneelstuk van Edward Albee)
5. Don Quichotte en Sancho Panza (Miguel de Cervantes)
6. Job (God)
7. De Feesten van Angst en Pijn (Paul van Ostaijen)

## Publicaties
1. Job (monoloog; 1977)
2. In China (gedichten; 1981)

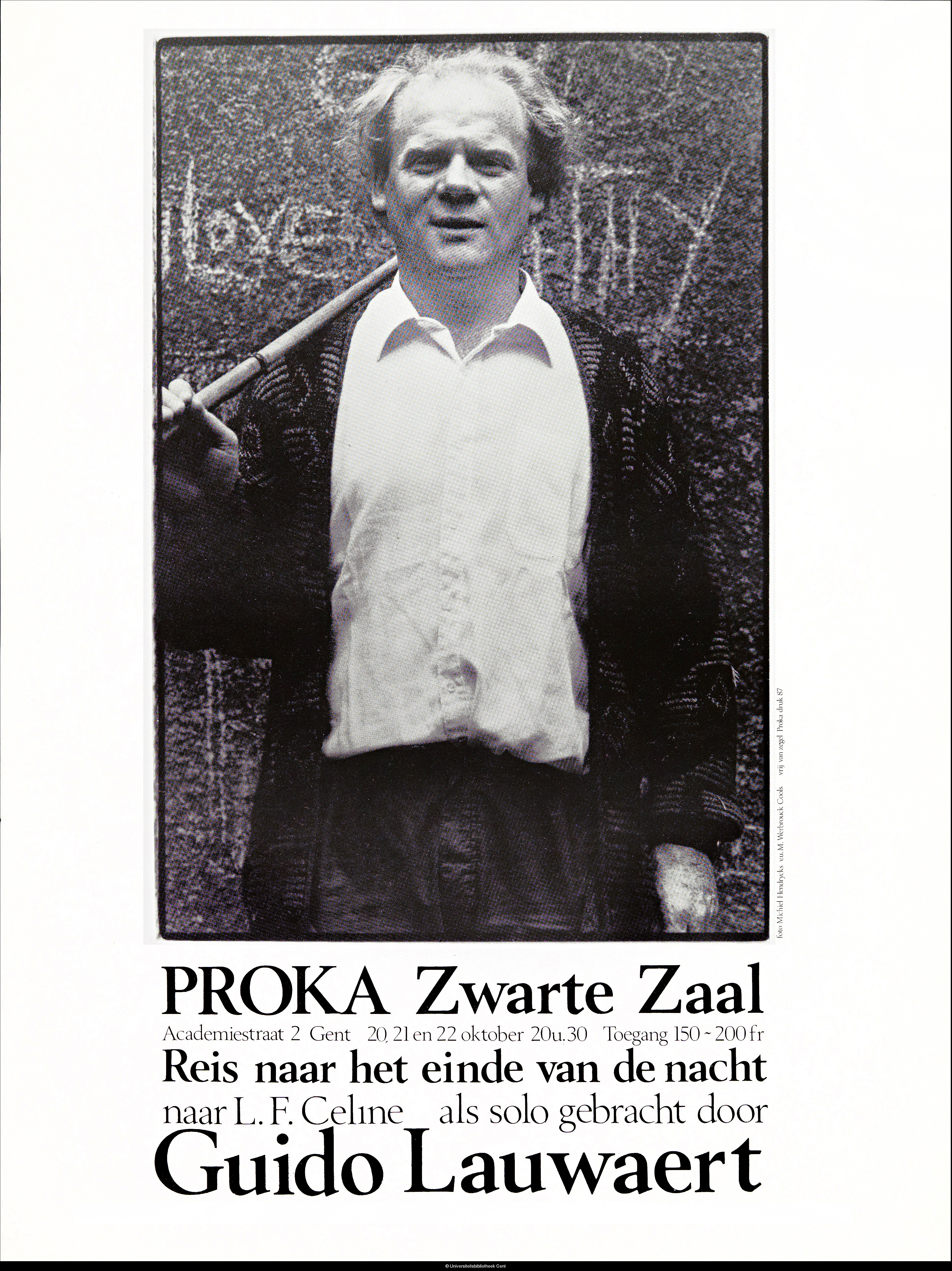
Affiche 'Reis naar het einde van de nacht', naar de roman van Louis-Ferdinand Céline (1982)

3. Op de brug van Avignon (toneel; 1987)
4. Portretten van een gestoorde natuur (verhalen; 1989)
5. Opstijgend grondvocht (columns; 1990)
6. Avenue Claus (novelle; 1990)
7. Villa Elsschot (studie; 1991)
8. Verloren kinderen (toneel; 1994)
9. De reistas (brief; 1994)
10. Een helder hart (autobiografische verhalen; 1995)
11. Het bordeel (toneel; 1995)
12. Patisserie Sobrie (novelle; 1996)
13. Mijn ogen zijn omfloersde tamboerijnen (studie Paul van Ostaijen; 1996)
14. Memento mori (stijlboek voor de uitvaart; 1996)
15. Macbeth 2002 (toneel; 1999)
16. Alex (toneel; 1999)
17. Warme Sneeuw (toneel; 2000)
18. Salut Godot (toneel; 2002)
19. De Pleitrede (toneel; 2000)
20. Hotel don Juan (toneel; 2001)
21. De mechaniek van het theater (toneel; 2003)
22. Alis in Onderland (toneel; 2004)
23. De Stenen Boom (poëzie; 2005)
24. Romeo & Julia (toneel; 2005)
25. De Hemel (toneel; 2005)
26. Mijn tweede stem (bloemlezing; 2007)
27. Om Gent gedicht (bloemlezing; 2010)
28. Mijn tweede stem (bloemlezing, 2de herziene en vermeerderde druk; 2011)
29. De spookrijder van de Lemméstraat (roman; 2012)
30. Alvorens alles vervaagt  (memoires; 2018)
31. Doolhofoogst (gedichten; 2021)
32. Van de straat geraapt (gedichten; 2021)
33. Het vijfde seizoen (gedichten; 2024)
34. De schoonheid van schemerlicht (gedichten; 2025)